# Francisco Blanco García
Padre Francisco Blanco García, född 1864, död den 30 november 1903 i Jauja i Peru, var en spansk litteraturhistoriker.
Blanco García ingick vid 17 års ålder i augustinorden och var professor i El real colegio i El Escorial. Sedan hans bostad blev en cell i Escorialklostret, ägnade han en stor del av sitt liv åt litteraturstudier, som han framlade i sitt stora arbete La literatura española en el siglo XIX i tre volymer (1891–1894), av vilka de två första delarna omfattar 1800-talets kastilianska litteratur och den tredje den så kallade regionala (det vill säga på katalanska och galiciska skrivna) samt spanskamerikanska litteraturen. "Arbetet bär spår af att författaren är en munk, som måste underordna sig ordensreglerna och ej tillåter spridande af kännedom om några vilseförande läror, men tills dato är det den enda sammanfattningen af förra århundradets spanska litteratur och en ovärderlig källa för studiet af moderna spanska författares arbeten, af bibliografiska och biografiska data", skriver Adolf Hillman i Nordisk familjebok.